# Eparchia di San Tommaso Apostolo di Detroit
L'eparchia di San Tommaso Apostolo di Detroit dei Caldei (in latino Eparchia Sancti Thomas Apostoli Detroitensis Chaldaeorum) è una sede della Chiesa cattolica caldea negli Stati Uniti d'America immediatamente soggetta alla Santa Sede. Nel 2022 contava 181.180 battezzati. È retta dall'eparca Frank Yohana Kalabat.

## Territorio
L'eparchia estende la sua giurisdizione sui fedeli della Chiesa cattolica caldea in trentuno stati statunitensi: Alabama, Arkansas, Carolina del Nord, Carolina del Sud, Connecticut, Delaware, Florida, Georgia, Illinois, Indiana, Iowa, Kentucky, Louisiana, Maine, Maryland, Massachusetts, Minnesota, Michigan, Mississippi, Missouri, New Hampshire, New Jersey, New York, Ohio, Pennsylvania, Rhode Island, Tennessee, Vermont, Virginia, Virginia Occidentale e Wisconsin e il Distretto di Columbia.
Sede eparchiale è la città di Detroit, dove si trova la cattedrale di Nostra Signora dei Caldei.
Il territorio è suddiviso in 12 parrocchie.

## Storia
L'esarcato apostolico degli Stati Uniti d'America per i fedeli di rito orientale fu eretto l'11 gennaio 1982 con la bolla Quo aptius di papa Giovanni Paolo II.
Il 3 agosto 1985 in virtù della bolla Mense Ianuario dello stesso papa Giovanni Paolo II l'esarcato è stato elevato ad eparchia e ha assunto il nome attuale.
Il 21 maggio 2002 ha ceduto una porzione del suo territorio a vantaggio dell'erezione dell'eparchia di San Pietro Apostolo di San Diego.

## Cronotassi dei vescovi
Si omettono i periodi di sede vacante non superiori ai 2 anni o non storicamente accertati.
- Ibrahim Namo Ibrahim (11 gennaio 1982 - 3 maggio 2014 ritirato)
- Frank Yohana Kalabat, dal 3 maggio 2014

## Statistiche
L'eparchia nel 2022 contava 181.180 battezzati.
| anno | popolazione | popolazione | popolazione | presbiteri | presbiteri | presbiteri | presbiteri                | diaconi | religiosi | religiosi | parrocchie |
| anno | battezzati  | totale      | %           | numero     | secolari   | regolari   | battezzati per presbitero | diaconi | uomini    | donne     | parrocchie |
| ---- | ----------- | ----------- | ----------- | ---------- | ---------- | ---------- | ------------------------- | ------- | --------- | --------- | ---------- |
| 1990 | 50.000      | ?           | ?           | 13         | 13         |            | 3.846                     |         |           | 9         | 13         |
| 1999 | 70.000      | ?           | ?           | 21         | 21         |            | 3.333                     |         |           |           | 12         |
| 2000 | 75.550      | ?           | ?           | 17         | 17         |            | 4.444                     |         |           |           | 13         |
| 2001 | 85.800      | ?           | ?           | 19         | 19         |            | 4.515                     |         |           |           | 13         |
| 2002 | 90.000      | ?           | ?           | 19         | 19         |            | 4.736                     | 80      |           |           | 14         |
| 2003 | 70.000      | ?           | ?           | 12         | 12         |            | 5.833                     | 60      |           |           | 7          |
| 2004 | 77.000      | ?           | ?           | 12         | 12         |            | 6.416                     | 65      |           |           | 7          |
| 2005 | 80.000      | ?           | ?           | 11         | 11         |            | 7.272                     | 70      |           |           | 7          |
| 2009 | 102.800     | ?           | ?           | 15         | 15         |            | 6.853                     | 100     | 10        |           | 8          |
| 2010 | 103.900     | ?           | ?           | 19         | 19         |            | 5.468                     | 100     | 10        |           | 8          |
| 2014 | 170.000     | ?           | ?           | 24         | 23         | 1          | 7.083                     | 208     | 1         |           | 12         |
| 2017 | 180.000     | ?           | ?           | 21         | 21         |            | 8.571                     | 174     |           |           | 12         |
| 2020 | 180.000     | ?           | ?           | 21         | 21         |            | 8.571                     |         | 8         |           | 12         |
| 2022 | 181.180     | ?           | ?           | 22         | 22         |            | 8.235                     |         | 8         |           | 12         |